# Bernd Mottl

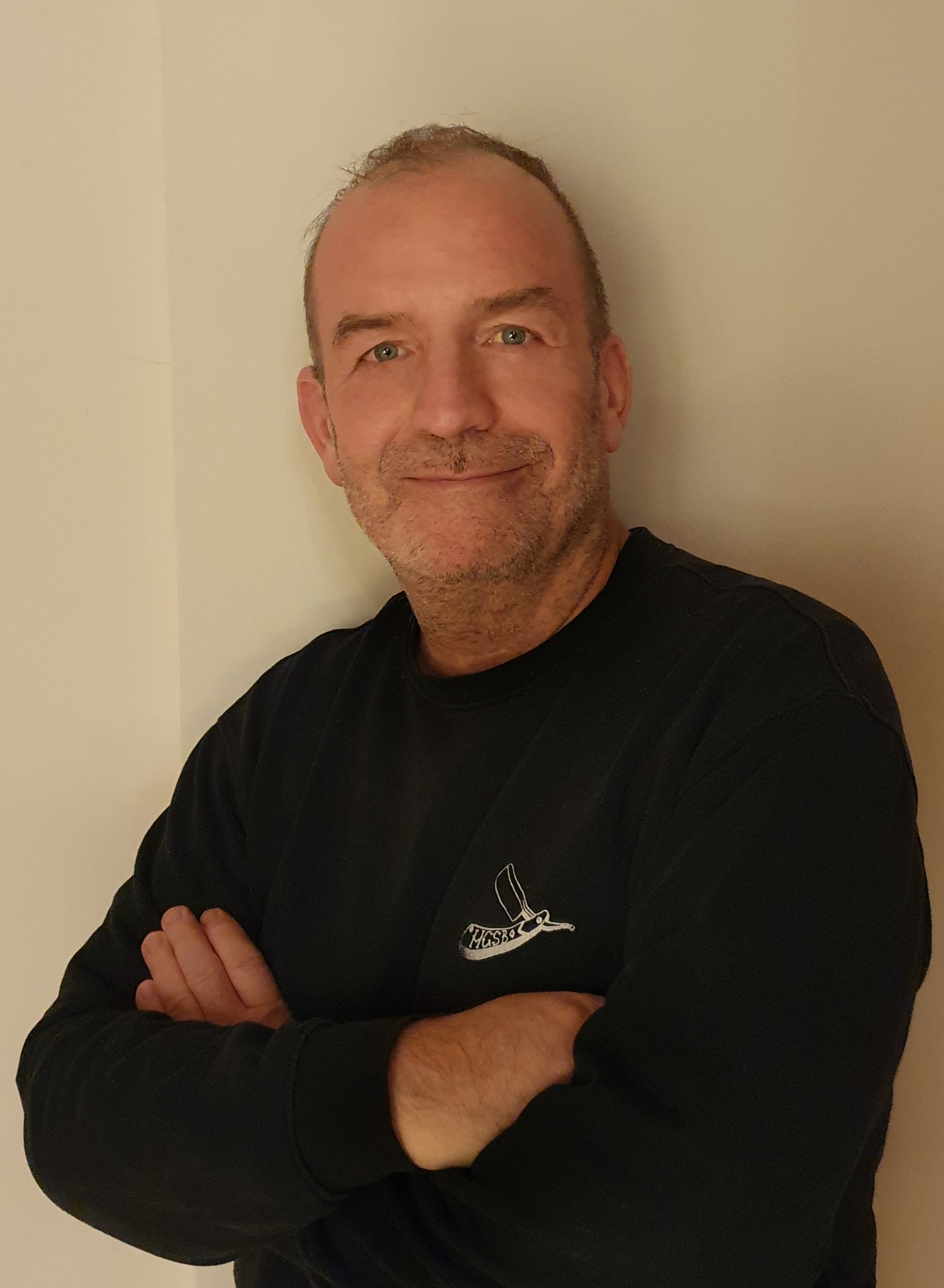
Bernd Mottl 2021

Bernd Mottl (* 7. November 1965 in Mönchengladbach) ist ein deutscher Theater-Regisseur.

## Leben
Bernd Mottl studierte Theater- und Musikwissenschaften an der Freien Universität Berlin und gründete dort, zusammen mit Marcel Pomplun, die Studiobühne der FU neu.
Hier inszenierte er von 1988 bis 1994 verschiedene literarische Ausgrabungen mit Studenten der Berliner Schauspielhochschulen, die auch auf europäischen Festivals wie in Avignon, London und Köln gezeigt wurden. Er assistierte bei den Regisseuren Harry Kupfer und John Dew u. a. an der Komischen Oper Berlin und der Deutschen Oper Berlin.
Seit 1994 arbeitet Bernd Mottl als freischaffender Regisseur an verschiedenen Bühnen in Deutschland, Österreich und der Schweiz. Dabei erweiterte sich sein Repertoire von Schauspiel und Oper auf Musical und Operette.
Zunächst realisierte er an der Neuköllner Oper einige vielbeachtete Musical-Uraufführungen zusammen mit dem Autor Peter Lund. Daraufhin inszenierte er u. a. wiederholt am Staatstheater Cottbus, am Maxim Gorki Theater Berlin, an der Staatsoper Hannover und an der Oper Köln. Weitere Inszenierungen waren Michael Cooneys Cash am Maxim Gorki Theater (2002), Oliver Bukowskis Nichts Schöneres mit Désirée Nick am Renaissance-Theater Berlin (2002), Yasmina Rezas Der Gott des Gemetzels in Potsdam (2007), My Fair Lady an der Staatsoper Hannover (2009), der Doppelabend La voix humaine/Herzog Blaubarts Burg mit Nicola Beller-Carbone und Johannes Martin Kränzle, Die Csárdásfürstin mit Christoph Marti in der Titelrolle an der Oper Köln (2010), Kiss me Kate an der Volksoper Wien (2012), La Cage aux Folles in der Bar jeder Vernunft Berlin (2014) und Werther (2015) in Hannover.
Im Oktober 2016 inszenierte er im Tipi am Kanzleramt die Operette Frau Luna von Paul Lincke mit den Geschwistern Pfister, Thomas Pigor, Benedikt Eichhorn, Gustav Peter Wöhler, Max Gertsch, Cora Frost und Annamateur. Im September 2018 legte er am Staatstheater Wiesbaden eine Interpretation von Wagners Die Meistersinger von Nürnberg vor. Bernd Mottl gewann bei den Hessischen Theatertagen 2019 den Preis für die Beste Inszenierung (für Schade dass sie eine Hure war) und den Publikumspreis 2022 des Hans Otto Theaters Potsdam für die Produktion Cabaret. Seine Inszenierung Der Vogelhändler am Staatstheater am Gärtnerplatz erhielt vom Bayerischen Rundfunk die Auszeichnung Operetten-Frosch für die Spielzeit 2023/24.

## Inszenierungen (Auswahl)
- 2024: Vernichten von Michel Houellebecq, Staatstheater Wiesbaden
- 2024: Der Vogelhändler von Carl Zeller, Staatstheater am Gärtnerplatz
- 2023: Die lustige Witwe von Franz Lehár, Oper Köln
- 2023: Der Florentiner Hut von Nino Rota, Oper Graz
- 2022: Kalldewey, Farce, von Botho Strauß, Staatstheater Wiesbaden
- 2022: Gott, von Ferdinand von Schirach, Schauspielhaus Graz
- 2022: Vorspiel aus Ariadne auf Naxos von Richard Strauss, Oper Wuppertal
- 2020/2021: Die Zauberflöte von Wolfgang Amadeus Mozart, Oper Wuppertal
- 2020: Anna Nicole, Oper von Mark-Anthony Turnage, Staatstheater Wiesbaden
- 2019: Cabaret von Kander/Ebb am Hans Otto Theater Potsdam
- 2019: Vor Sonnenaufgang, Schauspiel von Ewald Palmetshofer nach Gerhart Hauptmann, Schauspielhaus Graz
- 2019: La Bohème, Oper von Giacomo Puccini am Staatstheater am Gärtnerplatz
- 2018: Schade dass sie eine Hure war, Schauspiel von John Ford, Staatstheater Wiesbaden
- 2018: Die Meistersinger von Nürnberg, Oper von Richard Wagner, Staatstheater Wiesbaden
- 2018: Il viaggio a Reims, Dramma giocoso von Gioachino Rossini, Oper Graz
- 2017: Manon, Opéra comique von Jules Massenet, Staatstheater Wiesbaden
- 2017: Der junge Lord, Komische Oper von Hans Werner Henze, Staatsoper Hannover
- 2017: Mein Kampf, Farce von George Tabori, Staatstheater Wiesbaden
- 2017: Der fliegende Holländer, Oper von Richard Wagner, Staatsoper Hannover
- 2016: Frau Luna, Operette von Paul Lincke, Tipi Berlin
- 2016: Geächtet, Schauspiel von Ayad Akhtar, Staatstheater Wiesbaden
- 2015: Der Opernball, Operette von Richard Heuberger, Oper Graz
- 2015: Adriana, Oper von Marc-Aurel Flores und Elke Heidenreich, Kammeroper Rheinsberg
- 2015: Werther von Jules Massenet an der Staatsoper Hannover
- 2014: Candide von Leonard Bernstein am Staatstheater Wiesbaden
- 2014: L’elisir d’amore von Gaetano Donizetti an der Oper Köln
- 2014: La cage aux Folles in der Bar jeder Vernunft Berlin
- 2013: Street Scene von Kurt Weill an der Staatsoper Hannover
- 2012: Der Vetter aus Dingsda  von Eduard Künneke am Staatstheater Karlsruhe
- 2012: Kiss me Kate von Cole Porter an der Volksoper Wien
- 2012: Kiss me Kate von Cole Porter an der Staatsoper Hannover
- 2012: Il ritorno d’Ulisse in patria von Claudio Monteverdi an der Oper Köln
- 2011: Die Zauberflöte von Wolfgang Amadeus Mozart am Theater St Gallen
- 2011: Orpheus in der Unterwelt von Jacques Offenbach am Theater Erfurt
- 2010: Die Csárdásfürstin von Emerich Kálmán an der Oper Köln
- 2010: Egmont von Johann Wolfgang von Goethe am Staatstheater Cottbus
- 2010: La voix humaine von Francis Poulenc und Herzog Blaubarts Burg von Béla Bartók an der Oper Köln
- 2010: Dialogues des Carmélites von Francis Poulenc am Theater Bern
- 2010: My Fair Lady von Frederick Loewe an der Staatsoper Hannover
- 2009: Schwarzwaldmädel von Léon Jessel an der Oper Leipzig
- 2009: Mein Freund Bunbury von Gerd Natschinski am Opernhaus Halle
- 2008: Die Fledermaus von Johann Strauss am Theater Bern
- 2008: Greek von Mark-Anthony Turnage an der Staatsoper Hannover
- 2008: Kleist von Tanja Langer und Rainer Rubbelt am Brandenburger Theater
- 2008: Bunbury von Oscar Wilde am Theater Heidelberg
- 2007: Die Familie Schroffenstein von Heinrich von Kleist am Staatstheater Cottbus
- 2007: Der Gott des Gemetzels von Yasmina Reza am Hans Otto Theater Potsdam
- 2007: Frau Luna von Paul Lincke am Theater Heidelberg
- 2006: Die sexuellen Neurosen unserer Eltern von Lukas Bärfuss an der Tribüne Berlin
- 2006: Das Feuerwerk von Paul Burkhard am Staatstheater Cottbus
- 2006: Held Müller von Peter Lund und Thomas Zaufke an der Neuköllner Oper Berlin
- 2005: Timm Thaler von James Krüss am Theater der Jugend Wien
- 2005: Glückliche Reise von Eduard Künneke am Maxim Gorki Theater Berlin
- 2005: Der Besuch der alten Dame von Friedrich Dürrenmatt am Hans Otto Theater Potsdam
- 2005: Harold und Maude von Collin Higgins an der Tribüne Berlin
- 2004: Martha von Friederich von Flotow an den Vereinigten Bühnen Krefeld/Mönchengladbach
- 2003: Elternabend von Peter Lund und Thomas Zaufke an der Neuköllner Oper Berlin
- 2003: Penthesilea von Othmar Schoeck am Staatstheater Cottbus
- 2003: La traviata von Giuseppe Verdi am Opernhaus Kiel
- 2002: Halbe Wahrheiten von Alan Ayckbourn am Staatsschauspiel Dresden
- 2002: Karussell von Klaus Chatten am Maxim Gorki Theater Berlin
- 2002: Tosca von Giacomo Puccini am Staatstheater Cottbus
- 2002: Nichts Schöneres von Oliver Bukowski am Renaissance-Theater Berlin
- 2002: Cash von Michael Cooney am Maxim Gorki Theater Berlin
- 2001: Vatermord von Arnolt Bronnen am Schauspielhaus Kiel
- 2001: Cabaret von Kander/Ebb am Staatstheater Kassel
- 2000: Sieben Türen von Botho Strauss am Maxim Gorki Theater Berlin
- 2000: Madama Butterfly von Giacomo Puccini am Staatstheater Cottbus
- 1999: Alice im Wunderland von Lewis Carrol am Staatstheater Schwerin
- 1999: Top Dogs von Urs Widmer am Theater Baden-Baden
- 1998: Das Wunder von Neukölln von Peter Lund und Thomas Zaufke an der Neuköllner Oper
- 1998: Engel in Amerika von Tony Kushner am Theater Baden-Baden
- 1997: Oleanna von David Mamet am Theater Baden-Baden
- 1996: Central Park West u. a. von Woody Allen am Freien Schauspiel Berlin
- 1995: Comeback für Elvis von Thomas Riccio am Kleist-Theater Frankfurt/Oder
- 1995: La gazzetta von Gioachino Rossini beim Rossini Festival Putbus
- 1994: Die vergessene Tür von Matthias Thurow am Staatstheater Braunschweig
- 1993: Familie Jakobsen von Hans Henny Jahnn am Theater am Halleschen Ufer
- 1992: Preparadise Sorry Now von Rainer Werner Fassbinder am Freien Schauspiel Berlin
- 1991: Komödie der Eitelkeit von Elias Canetti am Theater am Halleschen Ufer
- 1990: Überlebensgross Herr Krott von Martin Walser Theater Ramm Zata Berlin
- 1989: Italienische Nacht von Ödön von Horváth am Theater am Halleschen Ufer Berlin
- 1988: Victor oder Die Kinder an der Macht von Roger Vitrac an der Akademie der Künste Berlin